# Gulu gulu
gulu gulu (ぐるぐる) é uma banda de visual kei japonesa formada em abril de 2019 e está na gravadora Hedo Records. Atualmente conta com Ai no vocal, Rito como guitarrista, Lanju como baixista e Hotaru chan na bateria. O guitarrista Kazari deixou a banda em março de 2020. A banda já lançou 2 singles e 1 álbum.

## Carreira
Antes sendo uma banda de sessão, chamada Karasuna Mei to Fuyukaina Nakama-tachi (烏名 鳴と不愉快な仲間達) gulu gulu começou como banda em abril de 2019 por Ai nos vocais, Rito e Kazari na guitarra, Lanju como baixista e Hotaru chan na bateria. Como todos os membros já tiveram carreiras anteriores, pode ser considerado um supergrupo. Lançaram seu primeiro single, Henna Merry Go Round (変なメリーゴーランド) em 28 de maio de 2019 com três faixas, acompanhado de um videoclipe em tema de carrossel e dois tipos de CD. O segundo single, lançado em 5 de novembro de 2019 chamado Kubiwa Kyouiku no Susume (首輪教育のすすめ) retrata assuntos sobre violência doméstica. Foi lançado com cinco faixas e em dois tipos. O primeiro EP da banda, Guruguru ryuushutsu ongen-shuu (ぐるぐる流出音源集) foi lançado em 5 de maio de 2020. Desse EP, a banda lançou o videoclipe de おやすみ (Oyasumi) 
Em 25 de fevereiro de 2020, a banda não conseguiu manter contato com o guitarrista Kazari e ele não participou do show da banda com DADAROMA. No dia 5 de março, o gulu gulu anunciou que ele decidiu sair da banda. O vocalista Ai revelou que as letras das músicas são baseadas em sua experiência pessoal.

## Membros[14]
- Ai (哀) - vocal (ex Kuroyuri to Kage)

Nascimento: 27 de abril
- Rito (凛人) - guitarra (ex Miztavla)

Nascimento: 10 de maio
- Lanju (藍珠) - baixo (ex Grieva)

Nascimento: 27 de fevereiro
- Hotaru Chan (螢ちゃん) - bateria (ex Balalaika)

Nascimento: 26 de dezembro

### Ex-membros
- Kazari - guitarra

## Discografia
| Romanização                    | Título original      | Lançamento            | Tipo   |
| ------------------------------ | -------------------- | --------------------- | ------ |
| Henna Merry Go Round           | 変なメリーゴーランド | 28 de maio de 2019    | Single |
| Kubiwa Kyouiku no Susume       | 首輪教育のすすめ     | 5 de novembro de 2019 | Single |
| Guruguru ryuushutsu ongen-shuu | ぐるぐる流出音源集   | 5 de maio de 2020     | EP     |